# Hamlet Vladimiri Mxit'aryan
Hamlet Vladimiri Mxit’aryan (in armeno: Համլետ Վլադիմիրի Մխիթարյան, in russo Гамлет Владимирович Мхитарян?, Gamlet Vladimirovič Mchitarjan; Erevan, 24 novembre 1973) è un ex calciatore armeno di ruolo centrocampista.

## Carriera

### Club
Durante la sua carriera ha giocato principalmente con l'Ararat.

### Nazionale
Conta 56 presenze e 2 reti con la Nazionale armena.

## Palmarès

### Club

#### Competizioni nazionali
- Campionato armeno: 3

Ararat: 1993
P'yownik: 1995-1996, 1996-1997
- Coppa d'Armenia: 4

Ararat: 1993, 1994, 1995
P'yownik: 1995-1996
- Supercoppa d'Armenia: 1

P'yownik: 1997
- Coppa di Bielorussia: 1

MTZ-RIPA Minsk: 2004-2005